# Grenzboden
Als Grenzboden wird in der Agrarwissenschaft und Umweltgeschichte ein Kulturboden bezeichnet, dessen Produktivität durch klimatische oder pedologische Bedingungen so gering ist, dass er nur zeitweise landwirtschaftlich genutzt wurde bzw. wird und die darauf lebenden Menschen nur relativ schlecht ernähren konnte.
In der mitteleuropäischen Siedlungsgeschichte wurden zunächst die fruchtbarsten Gegenden besiedelt. Als die Bevölkerung im Hohen Mittelalter stark anwuchs und sich das Klima durch die Mittelalterliche Warmzeit verbesserte, wurden im Rahmen des Landesausbaus auch die weniger geeigneten Grenzböden besiedelt und landwirtschaftlich genutzt. Dazu gehörten neben den Mittelgebirgen auch die Heidegebiete Nordmitteleuropas oder Sumpfgebiete in feuchten Flussauen. Als sich das Klima wieder verschlechterte und durch den Schwarzen Tod die Bevölkerung abnahm, wurde die Bewirtschaftung der Grenzböden wieder aufgegeben und Siedlungen wurden teilweise zu Wüstungen. In der Moderne verbesserten sich die Bedingungen durch eine erneute Klimaerwärmung und besonders durch den Einsatz von Düngemitteln und produktiven Sorten derart, dass die mittelalterlichen Grenzböden heute ertragreich landwirtschaftlich genutzt werden können.
In überbevölkerten Ländern findet seit dem 20. Jahrhundert eine ähnliche Entwicklung wie im europäischen Mittelalter statt; auch hier sind Menschen gezwungen, auf gering produktive Böden auszuweichen, um Landwirtschaft zu betreiben und überleben zu können. Diese sind besonders anfällig für Ernteausfälle, die (im Mittelalter wie heute) verstärkt zu Hungersnöten führen können. Die Nutzung von Grenzböden für die Landwirtschaft entzieht sie anderen Nutzungen, was insbesondere zum Zurückweichen des Waldes führt. Während in gemäßigten Breiten meist wieder aufgeforstet werden kann, stellt dies beim tropischen Regenwald ein erhebliches Problem dar. Auch die Lüneburger Heide ist ein Beispiel für einen ehemals übernutzten Grenzboden, dessen natürliches Ökosystem sich nicht regenerieren konnte. Heute wird sie jedoch bewusst in ihrem durch den Menschen entstandenen Charakter erhalten und gepflegt.